# 古屋龍太郎
古屋 龍太郎（ふるや りゅうたろう、1917年1月26日 - 没年不明）は、日本の経営者。松屋社長を務めた。

## 経歴
東京都出身。1940年に慶應義塾大学経済学部を卒業し、1945年12月に松屋に入社。1963年4月に取締役に就任し、1969年4月に常務、1972年4月に専務を経て、1974年4月には社長に就任し、1979年6月までに務めた。